# Max Raabe

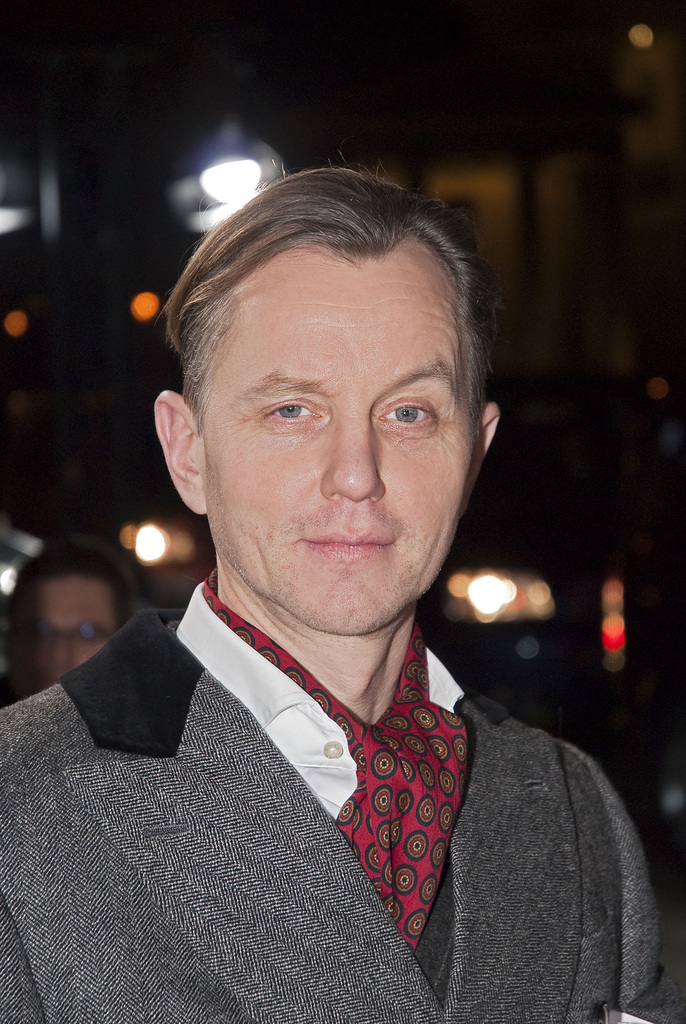
Max Raabe auf der „Berlinale“ 2008

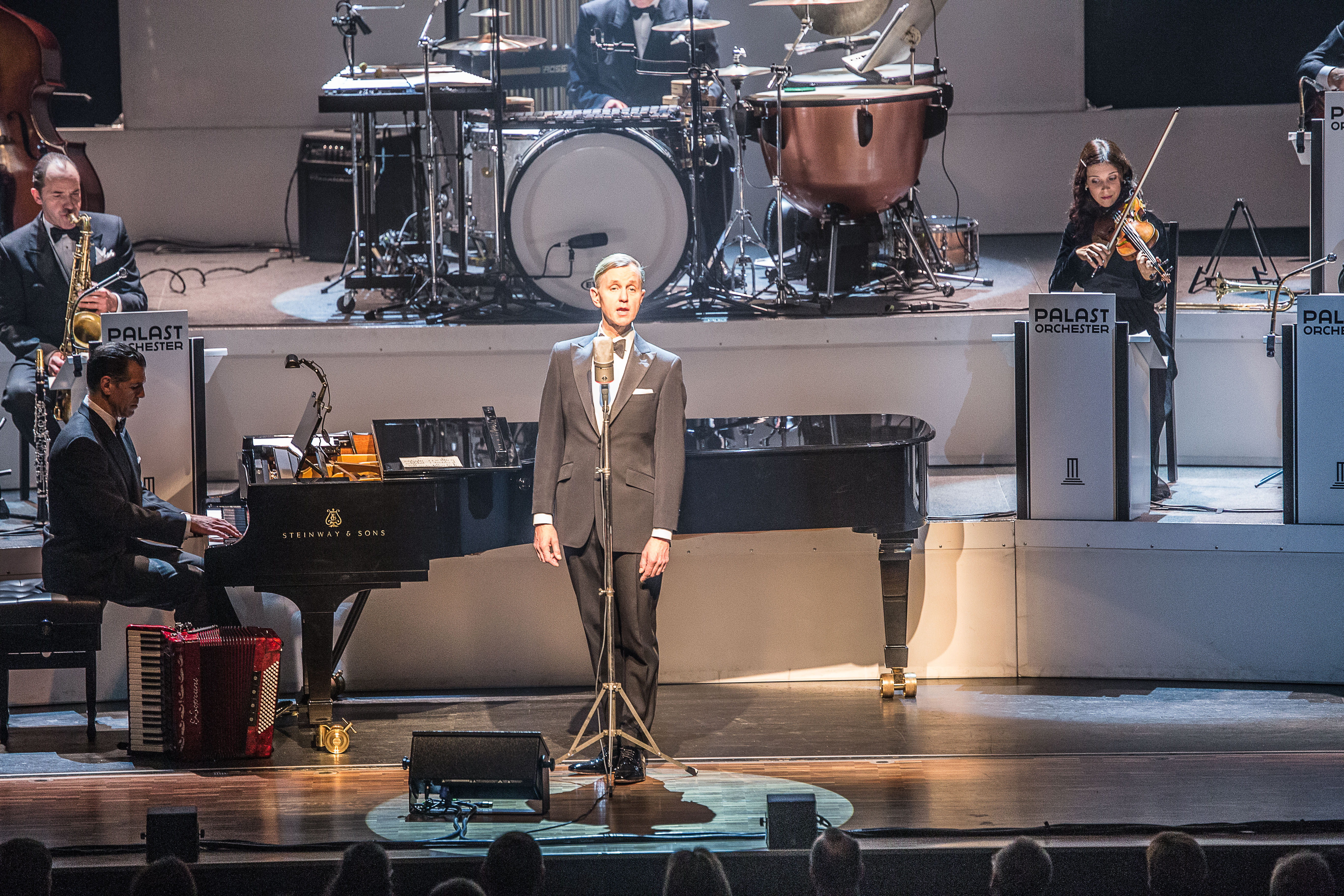
Auftritt im Congress Centrum Heidenheim, 26. November 2016

Max Raabe, eigentlich Matthias Otto, (* 12. Dezember 1962 in Lünen) ist ein deutscher Sänger im Stimmfach Bariton. Er ist Mitbegründer und Leiter des Palast Orchesters in Berlin.

## Leben
Erste Gesangserfahrungen sammelte Max Raabe in einem Kirchenkinderchor in seiner Heimatstadt Lünen und in der Kantorei seiner Schule. Er besuchte das Clemens-Hofbauer-Kolleg, ein Internat des Erzbistums Paderborn. Im Alter von zwanzig Jahren zog er nach West-Berlin. Erste Gesangsstunden finanzierte er mit verschiedenen Gelegenheitsarbeiten. Ab 1988 studierte Raabe Gesang an der damaligen Hochschule der Künste Berlin, die er 1995 als staatlich geprüfter Opernsänger (Bariton) verließ.
1986 gründete er mit Freunden das Palast Orchester, das Chansons und Lieder im Stil der 1920er und 1930er Jahre aufführte. 1992 machte er mit der Soloeinlage von Unter den Pinien von Argentinien vor geschlossenem Vorhang in Peter Zadeks Inszenierung Der blaue Engel im Theater des Westens auf sich aufmerksam. Einem größeren Publikum wurde er 1994 durch den Auftritt in der Filmkomödie Der bewegte Mann gemeinsam mit dem Palast Orchester bekannt. Zwei Jahre später folgte sein erstes Engagement als Filmdarsteller in der Rolle des Attila im Fernsehfilm Charley’s Tante.
Neben den Tourneen und Ballauftritten mit dem Palast Orchester ist Max Raabe auch solistisch zu hören; er wird vom Pianisten Christoph Israel begleitet und trägt auch eigene Kompositionen vor. Raabe trat in einigen klassischen Produktionen auf:
- 1994 als Dr. Siedler in der Berliner Inszenierung der Geschwister Pfister von Ralph Benatzkys Operette Im weißen Rößl.[7]
- Als Solist in einer Aufführung von Carl Orffs Carmina Burana in Berlin.
- 1999 als Mackie Messer in einer CD-Produktion von Bertolt Brechts und Kurt Weills Die Dreigroschenoper (mit Nina Hagen und HK Gruber).[8]

2004 fertigte er den Soundtrack des Films Die Reise ins Glück mit Tellerlip Girl. Im Jahr 2005 trat er erstmals in der New Yorker Carnegie Hall auf, und am 13. Juni erhielt er in Hahnenklee den Paul-Lincke-Ring der Stadt Goslar. Im Dezember 2005 wurde die Hochzeit von Marilyn Manson und Dita Von Teese von ihm musikalisch untermalt. 2006 übernahm Raabe eine Synchronstimme im Animationsfilm Die Rotkäppchen-Verschwörung.

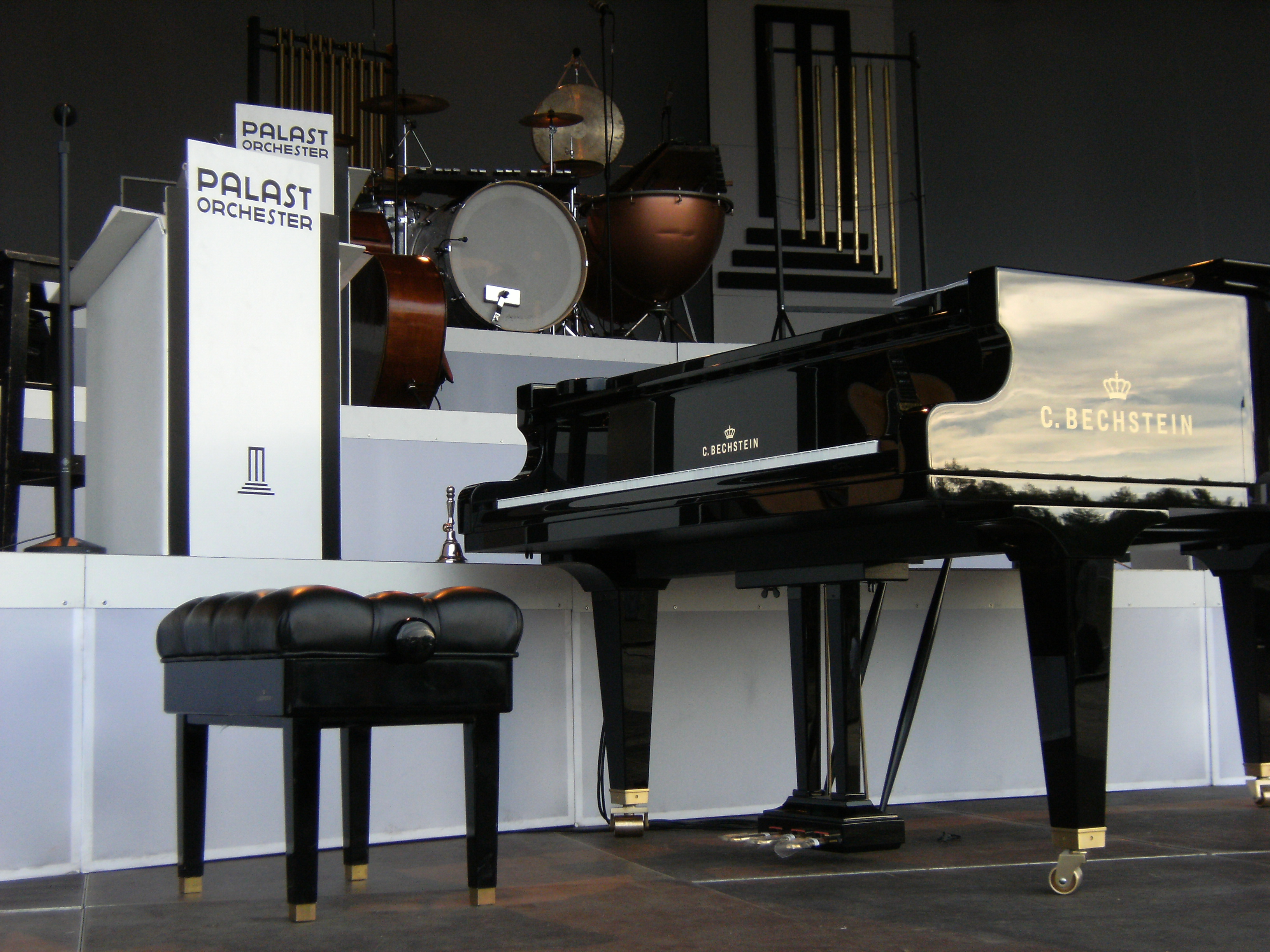
Bühne der Konzerttournee Heute Nacht oder nie, Besucherbergwerk Abraumförderbrücke F60, 2008

2008 ging Raabe unter dem Motto Heute Nacht oder nie auf Tournee. 2010 war er auf Tour durch Israel mit Konzerten in Tel Aviv-Jaffa, Jerusalem und Haifa. Die Konzerte wurden insbesondere von Jeckes, also deutschstämmigen Israelis, begeistert aufgenommen. Zu Raabes Standard-Repertoire gehören zahlreiche Lieder jüdischer Komponisten und Texter, die vor 1933 prägend für die deutsche Unterhaltungsmusik waren. Der von Sönke Wortmann gedrehte Dokumentarfilm zur Tournee hatte 2012 beim 18. Jüdischen Filmfestival Berlin & Potsdam Premiere.
Im Jahre 2011 veröffentlichte Raabe das Album Küssen kann man nicht alleine, das in die deutschen, Schweizer, österreichischen Charts und sogar in die Top 20 der schwedischen Charts aufstieg. Im selben Jahr war er in der Sesamstraße bei Ernie & Bert Songs zu sehen.
Am 11. Januar 2013 erschien sein Album Für Frauen ist das kein Problem, das in Zusammenarbeit mit Annette Humpe produziert wurde.
Er ist Mitglied des Kuratoriums der Margot Friedländer Stiftung.
Raabe lebt in Berlin-Mitte.

## Repertoire
Raabes Repertoire umfasst vor allem deutschsprachige Schlager und Chansons aus den 1920er und 1930er Jahren. Er trug maßgeblich dazu bei, dass die Unterhaltungsmusik jüdischer Komponisten wieder bekannt wurde. „Außergewöhnlich begnadete Komponisten und Texter“, eine Art „Goldstandard“ der Musik dieser Zeit, seien für ihn unter anderem Fritz Rotter, Walter Jurmann, Friedrich Hollaender, Werner Richard Heymann und Robert Gilbert, äußerte er 2017 in einem Interview mit der Jüdischen Allgemeinen.
Daneben singt er aber auch Coverversionen aktueller Hits sowie eigene Titel, die zum Teil in Zusammenarbeit mit Annette Humpe entstanden.
Max Raabe & das Palastorchester coverten zum Beispiel:
- Angel von Shaggy
- Another Day in Paradise von Phil Collins
- Around the World (La la la la La) von ATC
- Blue (Da Ba Dee) von Eiffel 65
- Bongo Bong von Manu Chao
- Kiss von Prince
- Last Christmas von Wham!
- Let’s Talk About Sex von Salt’N’Pepa
- Lucky von Britney Spears
- Mambo Nr. 5 von Lou Bega (ursprünglich von Dámaso Pérez Prado komponiert und aufgeführt, seinerzeit König des Mambo [King of Mambo])
- Oops! … I Did It Again von Britney Spears
- Sex Bomb von Tom Jones und Mousse T.
- Super Trouper von ABBA
- Supreme von Robbie Williams
- Tainted Love von Gloria Jones
- Upside Down von A*Teens
- Uptown Girl von Billy Joel
- We Are the Champions von Queen
- We Will Rock You von Queen

Zu den bekanntesten von Max Raabe geschriebenen Titeln im Stil der 1920er und 1930er Jahre, deren Texte und Arrangements an Lieder der Comedian Harmonists erinnern, gehören:
- Kein Schwein ruft mich an (1992)
- Klonen kann sich lohnen (2002)
- Ein Tag wie Gold (2022)

## Diskografie
Studioalben

| Jahr | Titel Musiklabel                                                                        | Höchstplatzierung, Gesamtwochen, AuszeichnungChartplatzierungen (Jahr, Titel, Musiklabel, Platzierungen, Wochen, Auszeichnungen, Anmerkungen) | Höchstplatzierung, Gesamtwochen, AuszeichnungChartplatzierungen (Jahr, Titel, Musiklabel, Platzierungen, Wochen, Auszeichnungen, Anmerkungen) | Höchstplatzierung, Gesamtwochen, AuszeichnungChartplatzierungen (Jahr, Titel, Musiklabel, Platzierungen, Wochen, Auszeichnungen, Anmerkungen) | Anmerkungen |
| Jahr | Titel Musiklabel                                                                        | DE | AT | CH | Anmerkungen |
| ---- | --------------------------------------------------------------------------------------- | --- | --- | --- | --- |
| 1988 | Folge 1 – Die Männer sind schon die Liebe wert Monopol Records                          | — | — | — | Erstveröffentlichung: September 1988                                                                                       |
| 1989 | Folge 2 – Kleines Fräulein, einen Augenblick Monopol Records                            | — | — | — | Erstveröffentlichung: Oktober 1989                                                                                         |
| 1991 | Folge 3 – Ich hör’ so gern Musik Monopol Records                                        | — | — | — | Erstveröffentlichung: 1991                                                                                                 |
| 1994 | Folge 5 – Dort tanzt Lu-Lu! Monopol Records                                             | — | — | — | Erstveröffentlichung: Juni 1994                                                                                            |
| 1995 | Folge 6 – Bel Ami Monopol Records                                                       | — | — | — | Erstveröffentlichung: 1995                                                                                                 |
| 1996 | Folge 7 – Music, Maestro, Please! Monopol Records                                       | — | — | — | Erstveröffentlichung: 16. September 1996                                                                                   |
| 1997 | Folge 8 – Mein kleiner grüner Kaktus Monopol Records                                    | DE64 (7 Wo.)DE | — | — | Erstveröffentlichung: 7. April 1997                                                                                        |
| 1999 | Ein Freund, ein guter Freund RCA Records                                                | — | AT38 (3 Wo.)AT | — | Erstveröffentlichung: 1. März 1999                                                                                         |
| 1999 | Folge 9 – Junger Mann im Frühling Monopol Records                                       | — | — | — | Erstveröffentlichung: 15. März 1999                                                                                        |
| 2000 | Krokodile und andere Hausfreunde BMG Rights Management / RCA Records                    | — | — | — | Erstveröffentlichung: 3. April 2000                                                                                        |
| 2000 | Die Hits des Jahres BMG Rights Management / RCA Records                                 | DE77 (4 Wo.)DE | AT62 (3 Wo.)AT | — | Erstveröffentlichung: 27. November 2000                                                                                    |
| 2001 | Charming Weill: Dance Band Arrangements BMG Rights Management / RCA Records             | — | — | — | Erstveröffentlichung: 5. Februar 2001                                                                                      |
| 2001 | Super Hits BMG Rights Management / RCA Records                                          | — | — | — | Erstveröffentlichung: 7. Juli 2001                                                                                         |
| 2002 | Super Hits 2 RCA Records                                                                | DE49 (3 Wo.)DE | — | — | Erstveröffentlichung: 7. Januar 2002                                                                                       |
| 2002 | Ich wollt’ ich wär ein Huhn RCA Records                                                 | — | — | — | Erstveröffentlichung: 3. Juni 2002                                                                                         |
| 2006 | Komm, lass uns einen kleinen Rumba tanzen Warner Music                                  | DE32 (5 Wo.)DE | AT61 (2 Wo.)AT | — | Erstveröffentlichung: 2. März 2006                                                                                         |
| 2007 | Erinnerungen in Musik Monopol Records                                                   | — | — | — | Erstveröffentlichung: 7. September 2007                                                                                    |
| 2010 | Übers Meer Decca Records                                                                | DE28 (7 Wo.)DE | — | — | Erstveröffentlichung: 15. Januar 2010                                                                                      |
| 2011 | Küssen kann man nicht alleine / One Cannot Kiss Alone (englische Version) Decca Records | DE3 Platin · (43 Wo.)DE | AT11 (20 Wo.)AT | CH39 (21 Wo.)CH | Erstveröffentlichung: 28. Januar 2011 (DE-Version) Erstveröffentlichung: 21. Februar 2012 (EN-Version) Verkäufe: + 200.000 |
| 2013 | Für Frauen ist das kein Problem Decca Records                                           | DE2 Gold · (23 Wo.)DE | AT10 (12 Wo.)AT | CH38 (5 Wo.)CH | Erstveröffentlichung: 11. Januar 2013 Verkäufe: + 100.000                                                                  |
| 2017 | Der perfekte Moment … wird heut verpennt We Love Music                                  | DE15 Gold · (26 Wo.)DE | AT17 (9 Wo.)AT | — | Erstveröffentlichung: 27. Oktober 2017 Verkäufe: + 100.000                                                                 |
| 2022 | Wer hat hier schlechte Laune We Love Music                                              | DE3 (24 Wo.)DE | AT23 (6 Wo.)AT | CH75 (2 Wo.)CH | Erstveröffentlichung: 14. Oktober 2022                                                                                     |
| 2023 | Mir ist so nach dir – Klassiker der 20er und 30er Deutsche Grammophon                   | DE8 (12 Wo.)DE | AT34 (2 Wo.)AT | CH72 (2 Wo.)CH | Erstveröffentlichung: 29. September 2023                                                                                   |

## Filmografie
- 1994: Der bewegte Mann
- 1994: Im weißen Rößl am Wolfgangsee (Operettenaufzeichnung)
- 1996: Charley’s Tante (Fernsehfilm)
- 2001: Invincible – Unbesiegbar (Invincible)
- 2013: Nacht über Berlin (Fernsehfilm)
- 2018: Mackie Messer – Brechts Dreigroschenfilm
- 2019: Berlin, I Love You
- 2021: Otto Fröhliche – Advent, Advents mit Otto und Friends
- 2022: Babylon Berlin (Serie, 4. Staffel)

## Hörspiele
- 1990: Irina Liebmann: März, Berlin – Regie: Jörg Jannings (Hörspiel – RIAS Berlin/NDR)

## Dokumentationen
- Max Raabe – Gentleman der Schellackplatte – Konzertaufnahme, Deutschland, 2006, Produktion: RBB[22]
- Max Raabe & Palast Orchester – Konzert in der Berliner Waldbühne 2006 – Konzertaufnahme, Deutschland, 2006, Produktion: RBB[22]
- Mein Leben – Max Raabe – Dokumentation, Deutschland-Vereinigte Staaten, 2007, 43 Min., Regie: Claudia Müller, Produktion: ZDF[23]
- Max Raabe in Israel – Dokumentation, Deutschland, 2012, Produktion: BR[24]

## Kritiken
„Diese Stimme kommt aus dem Nichts. Im Dunkel des Berliner Admiralspalastes […] spürest du kaum einen Hauch, als der Sänger zum ersten Vers des Eröffnungsliedes […] ansetzt. […] Er lässt den Ton anschwellen, verschafft ihm eine Resonanz ohne Körperlichkeit, ohne jedes Zittern oder Wimmern, ohne jede Ahnung eines Schepperns.“

„Grundsätzlich muss man natürlich diesen etwas altertümlichen Humor, das Liedgut dieser Ära überhaupt erst einmal mögen, um Raabe zu lieben. ‚Übers Meer‘ beweist jedoch einmal mehr, dass derzeit kaum ein ähnlich versierter Chronist deutschen Liedguts existiert.“

## Ehrungen
- 2005: Paul-Lincke-Ring der Stadt Goslar
- 2007: Kulturpreis seiner Heimatstadt Lünen
- 2012: Verdienstorden des Landes Berlin[26]
- 2019: Die fahrradfreundlichste Persönlichkeit[27]